# Nebelwerfer 35 de 10 cm
El Nebelwerfer 35 de 10 cm (abreviat NbW 35 de 10 cm), en català Llançador de boira, era un morter pesant utilitzat per la Wehrmacht durant la Segona Guerra Mundial. Era molt similar al morter americà Morter M2 de 4,2 inch, que estava dissenyat per a disparar municions químiques, com gasos o projectils de fum. Al contrari que la versió americana, aquesta disposava de munició d'alta explosió des dels seus orígens. Disposava d'un disseny convencional, i era una versió d'una mida superior als 8 cm Granatwerfer 34. Es podia dividir en tres parts per al seu transport. El tub pesava 31,7 kg, la base pesava 36,3 kg i el bípede pesava 32,2 kg. Cada morter podia ser carregat per un home, malgrat que se solien entregar carretes per al transport de llargues distàncies. Cada esquadra de morters consistia en un líder d'esquadra, tres tiradors i tres carregadors.
Va ser inicialment utilitzat en batallons que pertanyien als Cossos d'Armament Químic de la Wehrmacht, el mateix ús que els americans van donar al Morter M2 de 4,2 inch en els seus batallons químics. A partir de 1941, van ser reemplaçats pels llançacoets Nebelwerfer 40 de 10 cm i els Nebelwerfer 41 de 15 cm.

## Ús operacional
Inicialment van entrar en servei en batallons Nebelwerfer numerats de l'1 al 9, endemés de Nebel-Lehr Abteilung (Batalló de Demostració)', i van servir a la batalla de França i a Rússia durant l'Operació Barbarossa.
Es van organitzar unitats d'especialistes en l'ús d'aquestes armes, com per exemple la Gebirgs-Werfer-Abteilung (Batalló de Morters de Muntanya) 10, que va ser format a Finlàndia en 1942 amb l'ampliació de la Nebelwerfer-Batterie 222. Aquesta unitat formava part de la 8a Bateria del Regiment d'Artilleria 222' de la 181a Divisió d'Infanteria durant la Invasió de Noruega.
Un cop reemplaçades dels cossos d'armes químiques, van ser utilitzats per unitats de morters, inclosa la unitat de Fallschirmjäger, com Morters Pesats.